# Americabaetis lugoi
Americabaetis lugoi är en dagsländeart som beskrevs av Waltz och Mccafferty 1999. Americabaetis lugoi ingår i släktet Americabaetis och familjen ådagsländor. Inga underarter finns listade i Catalogue of Life.